# Васильевская церковь (Владимир)
Васильевская церковь (ротонда святых Иоакима и Анны) — самобытный памятник волынской архитектуры конца XII — начала XIII века в городе Владимире Волынской области. Первоначальная постройка храма имела другой вид: смесь местной архитектурной традиции с элементами готики. Нынешний вид с начала XX века. Была занесена в Государственный реестр национального культурного наследия под № 85/0.
До сих пор официально датировалась концом XIII — началом XIV века по анализу кирпича, характеру кладки и т. д. Впервые эту датировку дали Владимир Антонович и Адриан Прахов после обследования церкви в 1886 году. Севастиан Косович, имевший описание всех владимирских церквей с 1695 года указывал, что у церкви был дом со школой и госпиталем. На балке плебании была надпись: «сия церков была создана в 1419 году». Однако по мнению польского исследователя М. Валицкого, исследовавшего ротонду в 1925 году, церковь построена на рубеже XII—XIII веков и первоначально здание было романского типа, а готическая перестройка её осуществлена позже (после 1523 года). Этой же датировки придерживается и Борис Возницкий. По его мнению, Васильевская ротонда была построена одновременно с другими подобными зданиями Европы. На раннее строительство храма указывают и археологические находки. Вероятно, на месте нынешней Васильевской ротонды существовал древний храм, части которого были использованы при построении новой церкви.

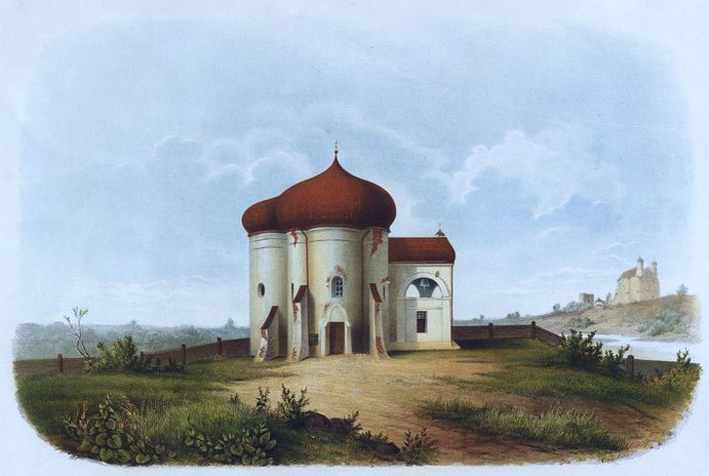
Васильевская ротонда, 1888

Впервые документально храм упоминается в 1523 году, в связи с передачей королём Сигизмундом I права жертвования на церковь Святого Василия князю Сангушке-Каширскому. С конца XVII и до середины XIX века ротонда находилась в запустении. В 1844 году пристроен нартекс, крыша покрыта жестью. В 1900—1901 годах по проекту русского архитектора К. Козлова внешний вид церкви переделаны в русско-византийском стиле. Достроено крыльцо, над нартексом появился второй ярус, где расположены колокола, увенчанные небольшой главой. Над ротондой построен луковичный купол на барабане, декорированном кокошниками.
Здание центрического характера в проекции состоит из восьми конх и двух прямоугольных пристроек с запада (крыльца с колокольней). Перекрытие восьмилепестковое сводчатое, у апсиды — конховое. Поддерживается арками, распор от которых приходится на размещённые снаружи невысокие контрфорсы. Оконные проемы декорированы символическими изображениями солнца и луны. Северная стена украшена каменным порталом, западная — перспективным кирпичным.
В стене с северной стороны находилась вмурованная шиферная доска с граффити, которая исчезла во время Первой мировой войны. Надпись слабо разборчива. И. И. Срезневскому удалось прочесть только «Помози Б(о)же ра(боу) (сво)єму … си крт в лђт(о) ŞΨБ», что соответствует 1194 году.
С 1936 года настоятелем Васильевской церкви был известный композитор, дирижёр, публицист и политический деятель Михаил Тележинский.

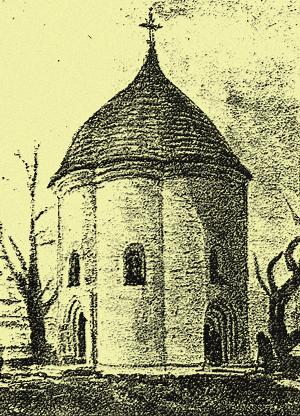
Аутентичный вид
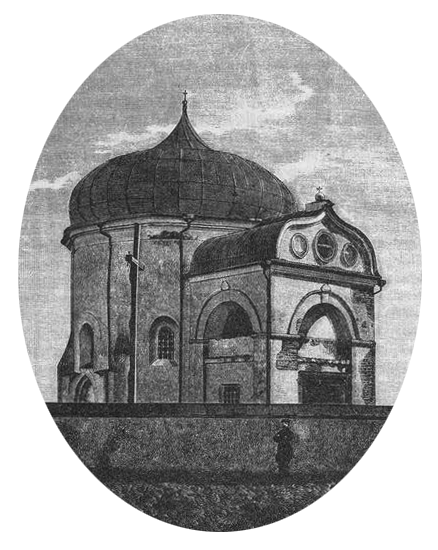
Вид церкви во второй половине XIX века
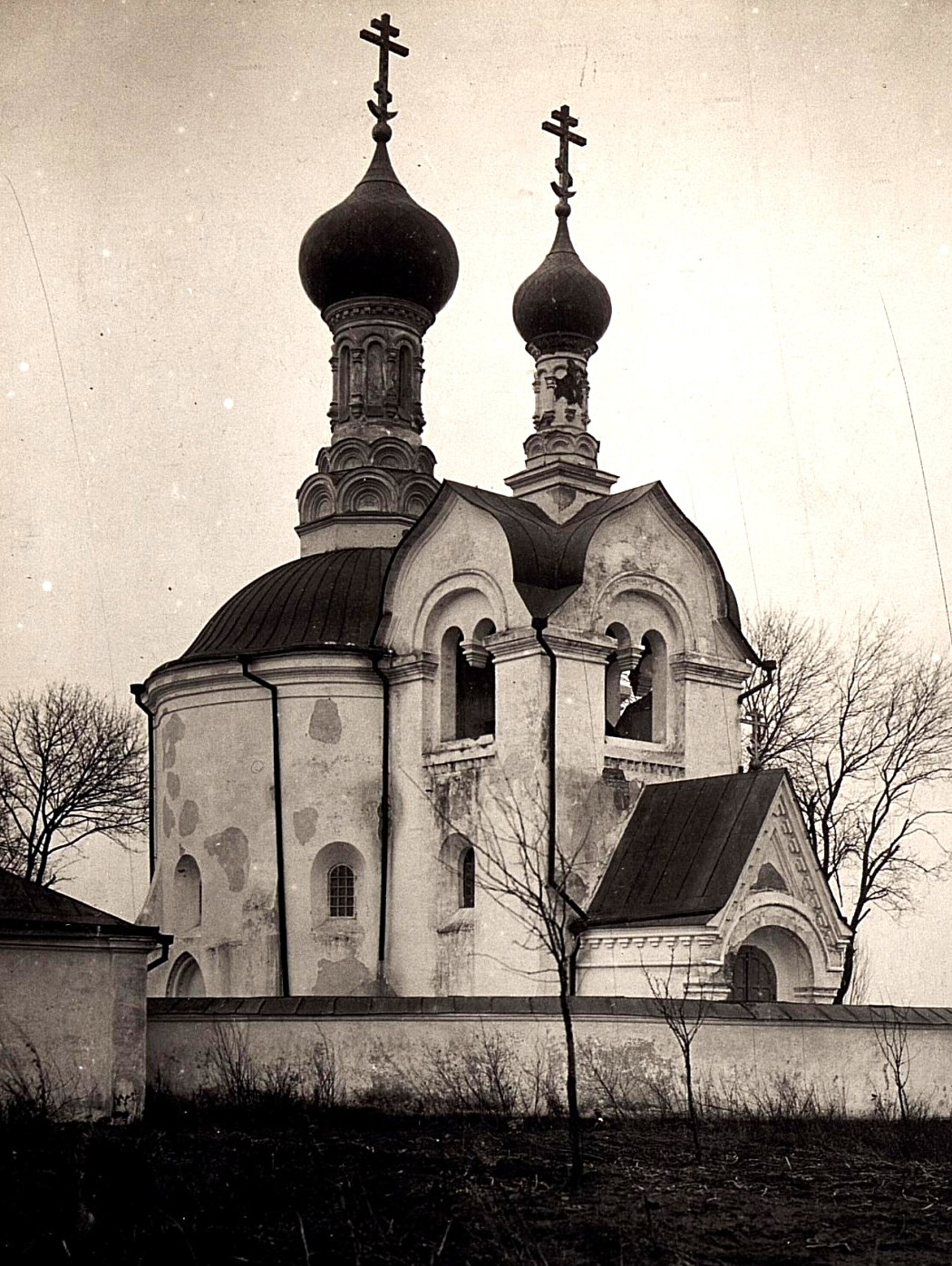
В 1917 году
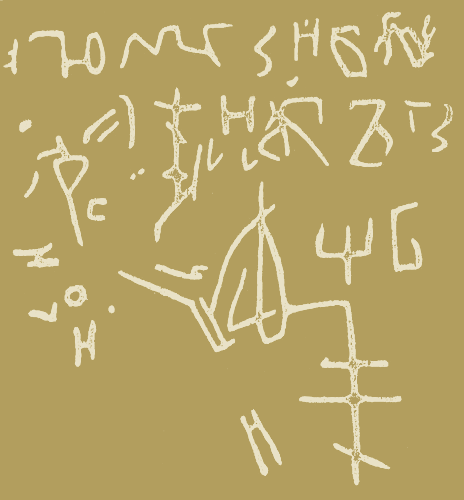
Граффити на шиферной доске из Васильевской ротонды. XIV в.
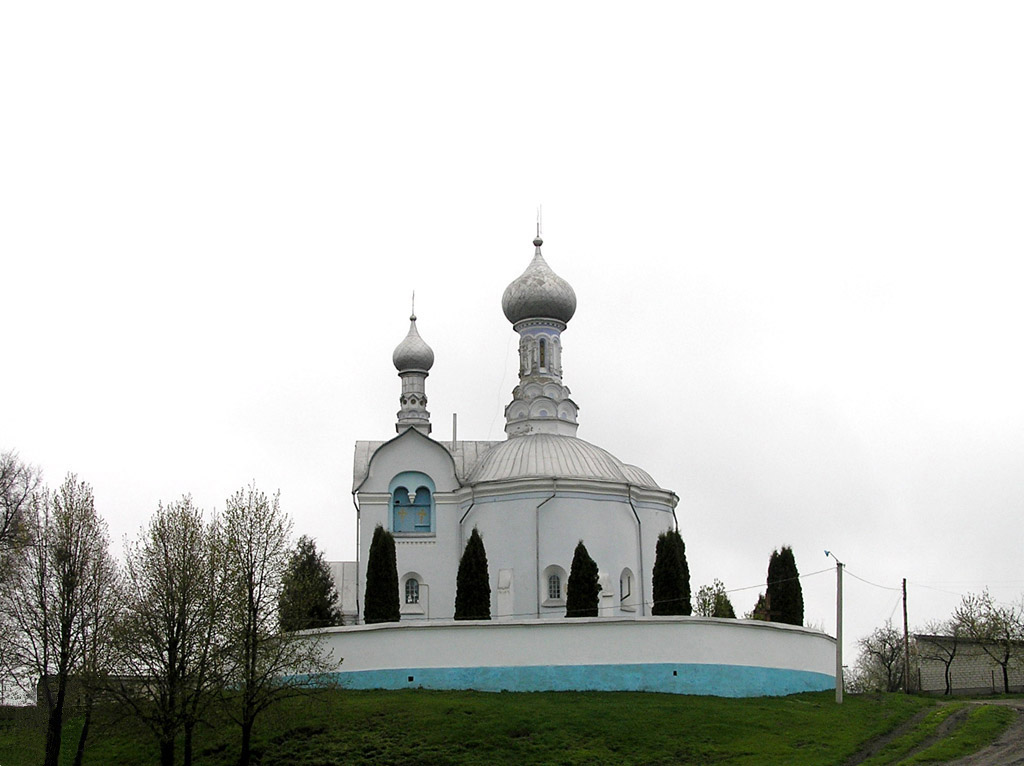
Вид с юга, 2005 год